# هیدن (کنتاکی)
هیدن (به انگلیسی: Hyden) شهری در ایالت کنتاکی کشور ایالات متحده آمریکا است که جمعیت آن در سرشماری سال ۲۰۱۰ میلادی، ۳۶۵ نفر بوده‌است.